# 米満薫
米満 薫（よねみつ かおる、1999年1月19日 - ）は、熊本放送の報道記者。同局の元アナウンサーである。

## 略歴
福岡県福津市出身。
西南学院大学卒業後の2021年4月、熊本放送入社。同期の沖村孝祐と共に、アナウンサーとして報道製作局アナウンス部に配属される。
2024年4月の人事異動で報道部へ異動、報道記者へ転身。

## 人物・エピソード
身長168cm。アナウンサーとしては、2010年代以降のRKKでは数少ない低音が特徴で、先輩アナウンサーの福居万里子からは「まろやかで少し低い声」と評されている。
高校から大学まではバドミントン部に所属しており、RKK入社直後も熊本の実業団の選手等に混じりトレーニングをしていた。
趣味は韓国ドラマを観ることやK-POPを聴くこと。好きな食べ物はイチゴ及び生ハムだという。

## 現在の出演番組

### テレビ
- 夕方LIVE ゲツキン!
  - リポート及び取材を担当。アナウンサー時代には主に月曜のスポーツコーナーや影ナレ（ナレーション）、特集リポーターを担当したが、生中継でリポーターを担当することもあった。

等

## 過去の出演番組

### ラジオ
- ゴリけんの九州・沖縄ぐるぐるマップ（RKBラジオ製作のブロックネット番組） - 熊本放送担当リポーター（不定期）
- 沖村・米満のアナドキ!（2021年度、隔週出演）
- 糸永・米満ラジオやってます（2025年2月1日、報道部所属時）

### テレビ
- からふる（隔週出演）